# W Librae
W Librae är en pulserande variabel av Mira Ceti-typ (M) i stjärnbilden Vågen. 
Stjärnan varierar mellan visuell magnitud +10,5 och 15,5 med en period av 205,5 dygn.